# Terina ochricosta
Terina ochricosta là một loài bướm đêm trong họ Geometridae.